# Okręty podwodne typu IXC
Okręty podwodne typu IXC – niemieckie oceaniczne okręty podwodne dalekiego zasięgu z czasów II wojny światowej. Okręty tego typu były nieco większe niż poprzedzające je jednostki typu IXB, dysponowały też większym zasięgiem i silniejszym uzbrojeniem przeciwlotniczym. Z 54 wybudowanych okrętów tego typu, jeden okręt został przekazany Japonii, dwa inne zostały poddane Aliantom zachodnim. Pozostałe okręty zostały zatopione w toku działań wojennych.